# 알마티 지하철

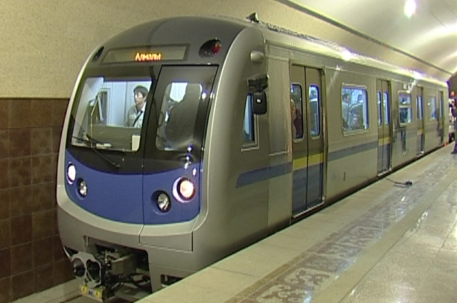
전동차

알마티 지하철(카자흐어: Алматы метрополитені, 러시아어: Алматинский метрополитен, 영어: Almaty Metro)은 카자흐스탄의 최대 도시 알마티에서 운행하는 지하철로, 2011년 12월 1일에 개통되었다. 1개의 노선을 운영하고 있으며, 총거리는 8.7km이다. 2015년 4월 18일 2개역이 추가 개통하면서 총거리가 11.3km가 되었다. 지하철 차량과 신호시스템은 한국에서 공급되었다.

## 같이 보기
- 현대로템 - 전동차 제작사